# Гагарин, Иван Данилович Гусь
Князь Иван Данилович Гагарин по прозванию Гусь — воевода и наместник во времена правления Ивана IV Васильевича Грозного и Фёдора Ивановича.
Из княжеского рода Гагарины. Второй сын князя Данилы Юрьевича Гагарина. Имел братьев, князей: Дмитрия Шемяку, Андрея Семейку и Фёдора Даниловичей.
М.Г. Спиридов упоминает князя Ивана Даниловича с прозвищем — "Гусей ус".

## Биография

### Служба Ивану Грозному
В октябре 1551 года записан во вторую статью московских детей боярских четыреста девяносто седьмым. Вероятно, что в 1565 году был сослан в Казань, так как в Казанской писцовой книге указано, что два его брата Дмитрий Шемяка и Иван Семейка были отправлены в ссылку вместе с братьями и племянниками, а всего 12 человек. В 1578-1585 годах сын боярский по Вязьме. В 1579 году упомянут дворянином, среди оставляемых в столице на воеводстве и чиновников. В январе этого же года первый судья на Казённом дворе и Разбойной избе, а в июне послан вторым осадным воеводой в Смоленск при князе Василии Константиновиче Пронском, где пробыл весь следующий 1580 год и только в 1581 году велено ему возвратиться в Москву. При нахождении на воеводстве в Смоленске местничал с А.М. Пушкиным. В 1582 году вновь третий воевода в Смоленске в большом старом городе.

#### Служба Фёдору Ивановичу
В марте 1585 года наместник на Плове и Солове "до Петрова дня".

## Семья
От брака с неизвестной имел детей:
- Князь Гагарин Роман Иванович — голова и воевода.
- Князь Гагарин Григорий Иванович (ум. 1616) — воевода.
- Князь Гагарин Сила Иванович — известен по родословным.

## Критика
М.Г. Спиридов показывает у князя Ивана Даниловича Гагарина Гуся только двух сыновей — Романа и Григория, а Сила Иванович отсутствует. Упомянут воеводой Устюга, но в каком году не указано.